# Hatiora
Hatiora Britton & Rose – rodzaj sukulentów z rodziny kaktusowatych (Cactaceae). Gatunki z tego rodzaju występują w Brazylii.

## Systematyka
Rodzaj Hatiora bywa włączany do rodzaju Rhipsalis Gaertn.
Synonimy
Epiphyllopsis Backeb. & F. M. Knuth, Hariota DC., Pseudozygocactus Backeb., Rhipsalidopsis Britton & Rose
Pozycja systematyczna według APweb (aktualizowany system APG III z 2009)
Należy do rodziny kaktusowatych (Cactaceae) Juss., która jest jednym z kladów w obrębie rzędu goździkowców (Caryophyllales) i klasy roślin okrytonasiennych. W obrębie kaktusowatych należy do plemienia Rhipsalideae, podrodziny Cactoideae.
Pozycja w systemie Reveala (1993-1999)
Gromada okrytonasienne (Magnoliophyta Cronquist), podgromada Magnoliophytina Frohne & U. Jensen ex Reveal, klasa Rosopsida Batsch, podklasa goździkowe (Caryophyllidae Takht.), nadrząd Caryophyllanae Takht., rząd goździkowce (Caryophyllales Perleb), podrząd Cactineae Bessey in C.K. Adams, rodzina kaktusowate (Cactaceae Juss.), rodzaj Hatiora Britton & Rose.
Wykaz gatunków
- Hatiora cylindrica Britton & Rose
- Hatiora epiphylloides (Porto & Werderm.) P.V.Heath
- Hatiora gaertneri (Regel) Barthlott
- Hatiora herminiae (Porto & A.Cast.) Backeb.ex Barthlott
- Hatiora pentaptera (Pfeiff. ex A. Dietr.) Lem.
- Hatiora rosea (Lagerh.) Barthlott
- Hatiora salicornioides Britton & Rose

Mieszańce międzygatunkowe
- Hatiora × graeseri (Werderm.) Barthlott